# Human Horizons
Human Horizons es una empresa china que desarrolla automóviles con sede en Shanghái que fabrica coches eléctricos. Fue fundada en agosto de 2017 por Ding Lei. En 2019 lanzó su primer automóvil. El HiPhi 1 o HiPhi X. Desarrolla vehículos bajo el nombre de HiPhi, y su planta inteligente opera en Yancheng, Provincia de Jiangsu, y su fábrica de prototipos boutique de piezas en Jinqiao.

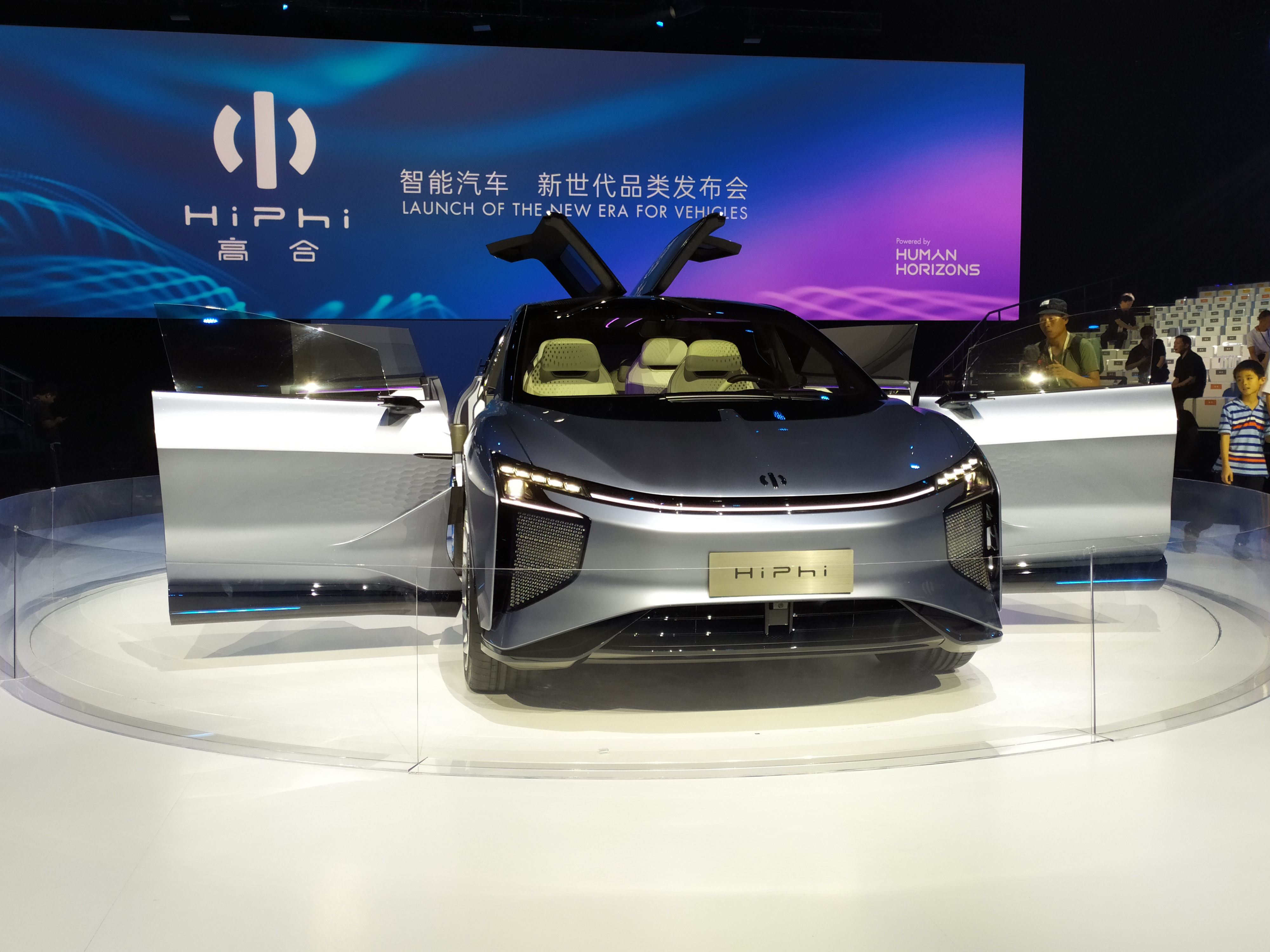
Su primer vehículo:HiPhi 1

## Historia
Human Horizons fue fundada en agosto de 2017 por Ding Lei (Ding Lei (1963)) y otros.En 2018, Human Horizons y Jiangsu Century New City Investment Holding Group ganaron conjuntamente el proyecto de prueba de carretera colaborativa de computación de fusión de sensores en Yancheng.
El 31 de julio de 2019, Human Horizons lanzó la marca de vehículos eléctricos puros HiPhi y el primer concept car de la marca, HiPhi 1.En julio del mismo año, se estableció el Centro Japonés Human Horizons.En septiembre de 2020, se lanzó oficialmente el primer modelo HiPhi X de Hiphi.
Debido a dificultades operativas, la filial de la empresa, HiPhi, anunció una suspensión de la producción durante 6 meses el 18 de febrero de 2024. En mayo del mismo año, Chinese Horizon Holdings (Shanghai) Co., Ltd. figuraba como persona sujeta a ejecución por abuso de confianza, y al presidente de la empresa, Ding Lei, se le impidió gastar demasiado en muchas ocasiones en varias empresas afiliadas; de Chinese Horizon también fueron incluidos en la lista de operaciones operativas anormales. El 8 de agosto del mismo año, el Tribunal Popular de la Zona de Desarrollo Económico de Yancheng aceptó la solicitud de reorganización previa a la quiebra presentada por Chinese Horizon (Jiangsu) Technology Co., Ltd.